# Cranioleuca vulpecula
Rabo-espinhoso-dos-rios, arredio-de-peito-branco ou arredio-de-Parker (Cranioleuca vulpecula) é uma espécie de ave da família Furnariidae.
Pode ser encontrada nos seguintes países: Bolívia, Brasil, Equador e Peru.
Os seus habitats naturais são: florestas subtropicais ou tropicais húmidas de baixa altitude e matagal húmido tropical ou subtropical.